# پاتریشیا کنینگ تاد
 پاتریشیا کنینگ تود (انگلیسی: Patricia Canning Todd؛ زاده ۲۲ ژوئیهٔ ۱۹۲۲) یک تنیس‌باز اهل ایالات متحده آمریکا است.